# Història local

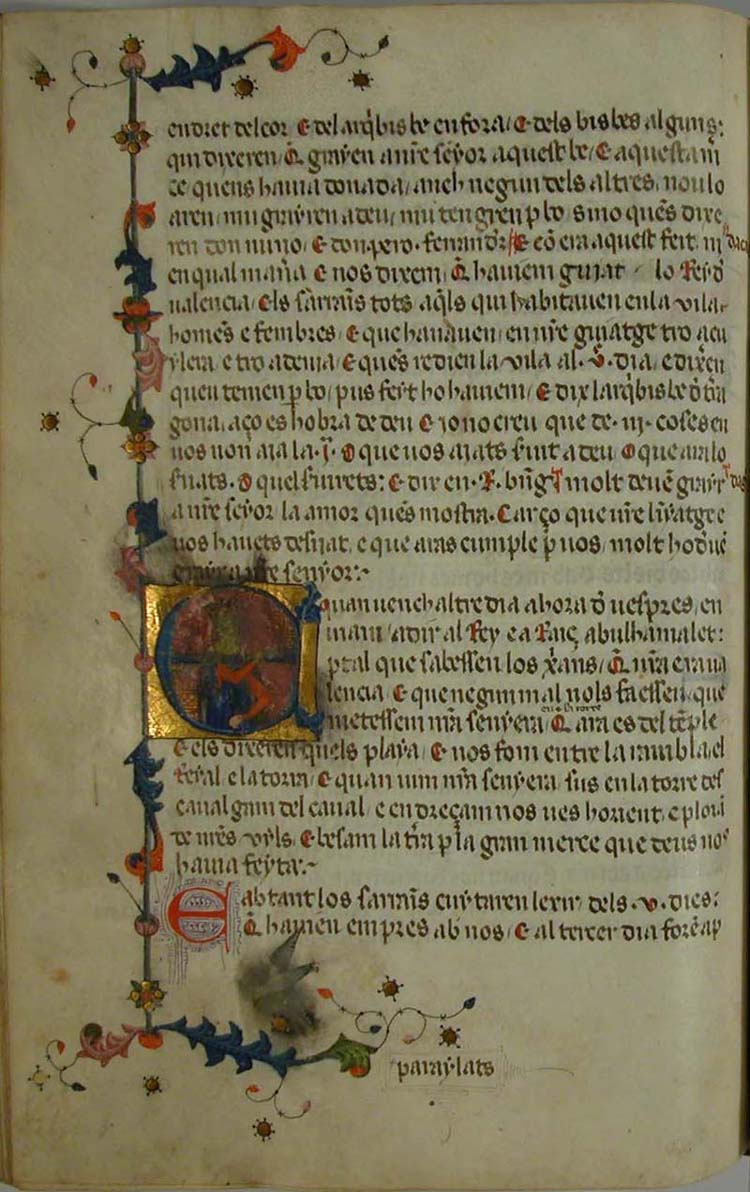
Les cròniques medievals: Una font per la història local

La història local és l'especialitat de la ciència històrica que pren com a objecte el passat d'una localitat.

## Orígens
A l'edat mitjana, molts cronistes eclesiàstics o civils (sobretot si no escrivien des d'una cort important, que eren els que van compondre els grans corpus cronístics protonacionals), solien prendre una perspectiva local, de vegades fins i tot de petits nuclis rurals (moltes vegades monàstics), en el reflex dels esdeveniments, el que no impedia que reflectiran també els fets més transcendents que arribaven al seu coneixement. L'Edat Moderna no va canviar aquesta situació, excepte en una cosa fonamental: la multiplicació de la producció d'aquest tipus d'històries locals, i que moltes d'elles arribessin a la impremta, amb més o menys difusió. Les pràctiques arxivístiques es van anar fent cada vegada més sistemàtiques, i això va produir una major continuïtat en les fonts que s'han conservat.

## Metodologia
Des de la renovació de la metodologia històrica de mitjans del segle xx, que privilegia la història econòmica i social, es pretén rescatar la història local del pur costumisme i elevar-la a una categoria superior, no només com subministradora d'informació per als enfocaments més globals, sinó com a laboratori de noves idees. Enfocaments com la microhistòria posen en l'àmbit local un interès especial.